# 北川チャン族自治県
北川チャン族自治県（ほくせん-チャンぞく-じちけん）は中華人民共和国四川省綿陽市に位置する自治県。四川盆地に位置する綿陽市街とは、龍門山脈で隔てられている。
2008年5月12日の四川大地震で大きな被害を受け、人的被害や移住などにより人口や行政区画などに大きな変化があるものと思われる。この地震で、北川県の中心である曲山鎮から湔江（涪江の支流）を数km上流へ向かったところで大規模な山崩れがおき、唐家山堰塞湖という堰止湖が出現した。堰止湖が決壊する危険から、北川県をはじめ綿陽市など下流の広い範囲で避難命令が出、軍が出動して1か月に渡り湖からの排水を行った。
現在は活断層上に位置する元の曲山鎮は放棄され、崩壊した市街地をそのままの姿で展示する防災メモリアルパーク化されている。元の位置から20キロほど離れた位置に新たな県政府所在地が建設され、ほぼ移動は完了している。

## 民族
チャン族（羌族）、チベット族（蔵族）、回族、ミャオ族（苗族）、チワン族（壮族）、トゥチャ族（土家族）、イー族（彝族）、満族、リー族（黎族）、ウイグル族（維吾爾族）、ジーヌオ族（基諾族）、ダウール族（達斡爾族）等の12少数民族の人口が9.5万人（構成比 59.13%）。

## 歴史

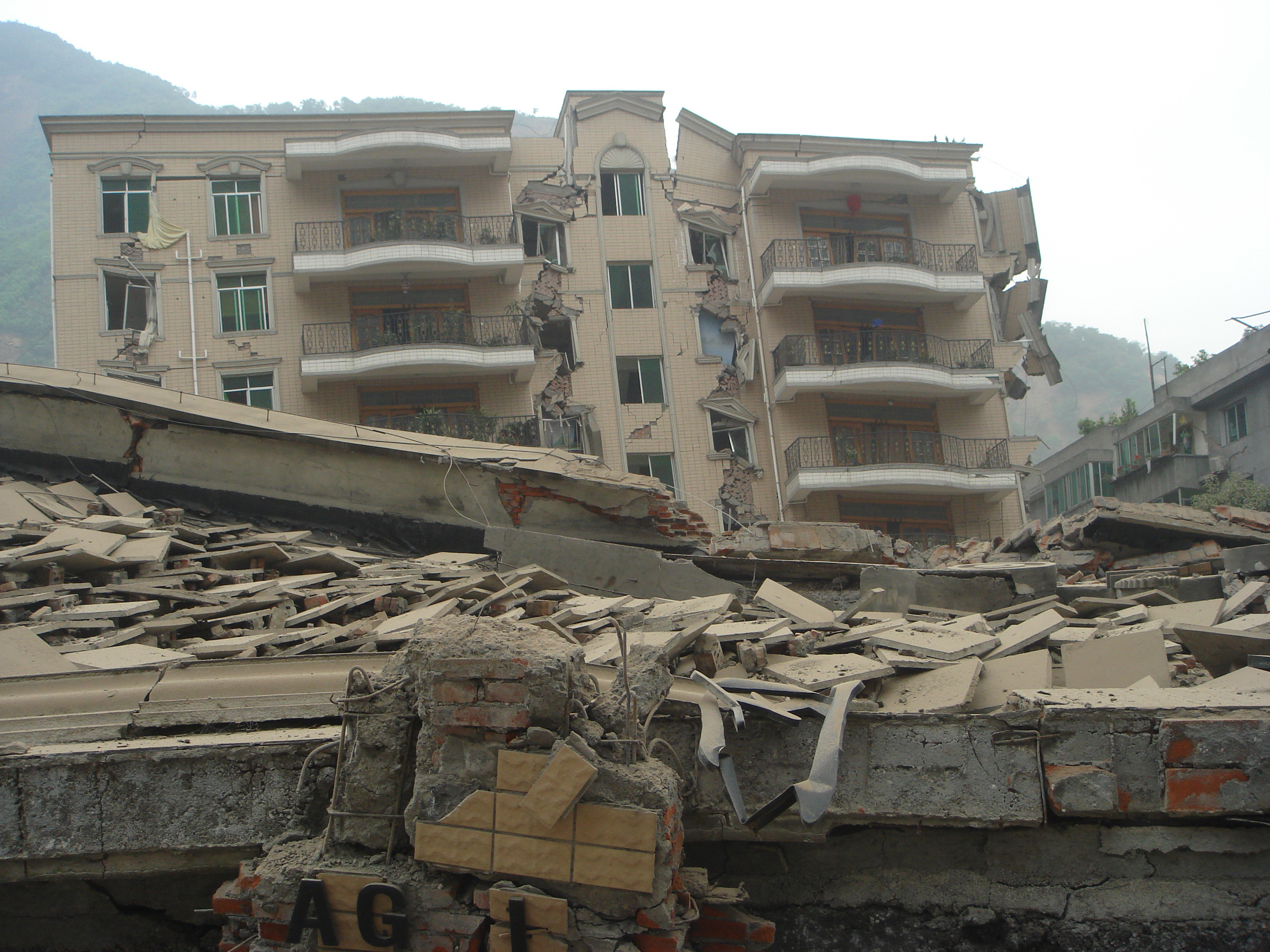
四川大地震で曲山鎮が大きな被害を受けた

566年（天和元年）、北周により北川県が設置される。634年（貞観8年）、唐朝は北川県の一部に石泉県を設置、651年（永徽2年）には北川県は石泉県に編入された。
1914年（民国3年）、中華民国（北京政府）は陝西省に同名の石泉県との重複名称を避けるために北川県と改称した。2003年7月6日、北川チャン族自治県と改編され現在に至る。

## 行政区画
9鎮、9郷、1民族郷を管轄する。
- 鎮:曲山鎮、擂鼓鎮、永昌鎮、永安鎮、禹里鎮、桂渓鎮、陳家壩鎮、小壩鎮、通泉鎮
- 郷:漩坪郷、白坭郷、片口郷、開坪郷、壩底郷、白什郷、青片郷、馬槽郷、都貫郷
- 民族郷:桃竜チベット族郷

## 交通
道路
国道
- G347国道（中国語版）

省道
- 105省道
- 302省道

## 健康・医療・衛生
- 北川チャン族自治県人民医院
- 北川チャン族自治県保健院